# Reddyanus heimi
Espèce
Synonymes
- Isometrus heimi Vachon, 1982

Reddyanus heimi est une espèce de scorpions de la famille des Buthidae.

## Distribution
Cette espèce se rencontre en Nouvelle-Calédonie et en Papouasie-Nouvelle-Guinée,.

## Systématique et taxinomie
Cette espèce a été décrite sous le protonyme Isometrus heimi par Vachon en 1982. Elle est placée dans le genre Reddyanus par Kovařík, Lowe, Ranawana, Hoferek, Jayarathne, Plíšková et Šťáhlavský en 2016.

## Étymologie
Cette espèce est nommée en l'honneur de Roger Heim.

## Publication originale
- Vachon, 1982 : « Isometrus (Reddyanus) heimi, nouvelle espèce de Scorpions Buthidae habitant la Nouvelle-Calédonie. » Cahiers Pacifique, vol. 19, p. 29–45.